# Vereinigte Flugtechnische Werke
Vereinigte Flugtechnische Werke (VFW) va ser una empresa aeroespacial alemanya formada el 1964 per la fusió de Focke-Wulf i Weser Flugzeugbau GmbH (Weserflug). La formació de VFW va ser el resultat natural de l'aliança que, el 1961, van establir els dos socis i Hamburger Flugzeugbau (HFB) per desenvolupar coets en el grup Entwicklungsring Nord (ERNO).
VFW-Fokker GmbH va ser una aliança d'empreses entre Fokker i VFW que va començar l'any 1969 i va acabar el 1980.
El 1981, VFW va ser absorbida per Messerschmitt-Bölkow-Blohm (MBB), la qual, el 1989 va ser també absorbida per DASA. El mes de juliol de 2000 DASA es va fusionar amb Aerospatiale-Matra i CASA per formar EADS.
Després, l'empresa derivada d'ERNO/VFW va passar a formar part de la infraestructura espacial d'Astrium contribuint en parts del sistema d'impuls del Ariane i de l'Estació espacial Internacional. El mes de juny de 2003, aquesta unitat esdevenia part d'EADS SPACE Transportation.

## Productes
- SG-1262 Schwebegestell
- VFW VAK 191B
- VFW-614
- VFW H-3
- Transall C-160